# 毛興
毛興（？－1683年）是東寧王朝末期的武將。永曆三十年（1676年），延平王鄭經西征參與清國三藩之役之際，任命毛興為女宿鎮。永曆三十四年（1680年），毛興隨鄭經兵敗返回東寧，為監國世子鄭克臧的親隨總鎮。翌年，延平王鄭經薨二日後，世子克臧遭外戚馮錫範與東寧宗室謀害，毛興等人保護不及，世子因而遭害。永曆三十七年（1683年），毛興參與澎湖海戰，陣亡。